# BMW M54
Der BMW M54 ist eine Baureihe von Reihensechszylindermotoren mit Vierventiltechnik, die ihr Debüt im Jahr 2000 hatte. Es ist die Weiterentwicklung des BMW M52 und wurde 2004 durch den BMW N52 abgelöst. Die M54-Motoren besitzen eine Nockenwellenverstellung für Einlass- und Auslassseite (Stufenlose Doppel-VANOS). Kurbelgehäuse und Zylinderkopf bestehen aus Aluminium.
Gegenüber dem Vorgänger M52 wurde der Hubraum beim M54B22 und beim M54B30 durch einen etwas längeren Hub um je 0,2 l vergrößert. Die teilweise signifikanten Leistungssteigerungen (28 kW im Fall der 3-Liter-Maschine) wurden aber zum größten Teil durch Reduktion der Strömungswiderstände auf Ein- und Auslassseite des Motors erreicht.
Die bereits 1998 beim M52TU eingeführte Resonanz-Ansauganlage soll BMW zufolge durch ein drehzahlabhängiges zweistufiges Variieren der effektiven Saugrohrlänge einen hohen Zylinderfüllgrad über einen breiteren Drehzahlbereich ermöglichen und somit für eine verbesserte Elastizität sorgen. Die variable Steuerung der Auslassventile soll zusätzlich das Drehmoment im unteren Drehzahlbereich optimieren.
Der M54 wurde in den Modellen Z4 2.2, 2.5 und im 3.0 jeweils von 2002 bis 2005 verbaut. Ab 2006 wurde der im Z4 verbaute M54 vom N52-Motor abgelöst. Darüber hinaus kam er im 3er der Baureihe E46 als 320i, 325i und 330i, im 5er der Baureihe E39 als 520i, 525i und 530i, im 5er der Baureihe E60 als 520i, 525i und 530i sowie im 7er der Baureihe E65 als 730i zum Einsatz. Im Z3 war er von 2000 bis 2002 als 2.2i und 3.0i eingebaut.
Die 3-Liter-Ausführung M54B30 war von 2001 bis 2003 auf der jährlich erscheinenden Liste „the 10 Best Engines“ des amerikanischen Fachmagazins „Ward's Auto World“.
Die als erstes eingeführte M54-Variante mit 3 Litern Hubraum und 170 kW/231 PS erfüllte bereits vorzeitig die Abgasgrenzwerte D4 und ULEV (Ultra Low Emissions Vehicle). Der BMW M56 als emissionsoptimierte Variante des BMW M54 erfüllte die noch strengere Emissionsstufe SULEV (Super Ultra Low Emissions Vehicle).

## Daten
| Motor  | Hubraum          | Bohrung × Hub     | Ventile | Verdichtung | Leistung bei 1/min       | Drehmoment bei 1/min | Höchstdrehzahl | Einführungsjahr | Gewicht (ohne Nebenaggregate) |
| ------ | ---------------- | ----------------- | ------- | ----------- | ------------------------ | -------------------- | -------------- | --------------- | ----------------------------- |
| M54B22 | 2,2 l (2171 cm3) | 80,0 mm × 72,0 mm | 4       | 10,7:1      | 125 kW (170 PS) bei 6100 | 210 Nm bei 3500      | 6500 min−1     | 2000            | 124,5 kg                      |
| M54B25 | 2,5 l (2494 cm3) | 84,0 mm × 75,0 mm | 4       | 10,5:1      | 141 kW (192 PS) bei 6000 | 245 Nm bei 3500      | 6500 min−1     | 2000            | 125 kg                        |
| M54B30 | 3,0 l (2979 cm3) | 84,0 mm × 89,6 mm | 4       | 10,2:1      | 170 kW (231 PS) bei 5900 | 300 Nm bei 3500      | 6500 min−1     | 2000            | 121 kg                        |

## Verwendung
| M54B22 - BMW 320i E46 2000–2007 - BMW 520i E39 2000–2003 - BMW 520i E60/61 2003–2005 - BMW Z3 2.2i E36/7 2000–2002 - BMW Z4 2.2i E85 2003–2005 | M54B25 - BMW 325i E46 2000–2007 - BMW 325ti 2001–2004 - BMW 525i E39 2000–2003 - BMW 525i E60/61 2003–2005 - BMW X3 2.5i E83 2004–2006 - BMW Z4 2.5i E85 2002–2005 | M54B30 - BMW 330i E46 2000–2007 - BMW 530i E39 2000–2003 - BMW 530i E60 2003–2005 - BMW 730i/Li E65/66 2003–2005 - BMW X3 3.0i E83 2004–2006 - BMW X5 3.0i E53 2000–2006 - BMW Z3 3.0i E36/7/8 2000–2002 - BMW Z4 3.0i E85 2002–2005 |